# جان بول فيناي
جان بول فيناي (بالفرنسية: Jean-Paul Vinay)‏ هو أستاذ جامعي كندي وفرنسي، ولد في 18 يوليو 1910 في باريس في فرنسا، وتوفي في 10 أبريل 1999 في فيكتوريا في كندا.